# Приписні селяни
Приписні селяни — численна група державних селян в Російській імперії, в тому числі в Україні в кінці XVII — середині XIX столить, яке було зобов'язане замість сплати сплати оброку і подушної податі працювати на казенних чи приватних підприємствах. В кінці XVII і особливо у XVIII столітті уряд для підтримки крупної промисловості і забезпечення її дешевою і постійною робочою силою широко практикував приписку державних селян до мануфактури на Уралі і в Сибіру. В Україні приписні селяни обслуговували Межигірську фаянсову фабрику, Катеринославські суконну і панчішну мануфактури, Луганськиіі ливарний і Шосткинський пороховий заводи. Зазвичай приписні селяни прикріплялися до мануфактури без певного терміну, тобто навіки. Формально вони залишалися власністю держави, але на практиці їхнє становище нічим не відрізнялося від становища кріпаків. В кінці XVIII століття практика приписування нових селян до заводів припинилася. Указом 1807 царський уряд з 1813 звільнив приписних селян від обов'язкових заводських робіт. Приписні селяни під назвою «постійних робітників» увійшли до категорії посесійних селян.